# Liste der Monuments historiques in Saint-Maigrin
Die Liste der Monuments historiques in Saint-Maigrin führt die Monuments historiques in der französischen Gemeinde Saint-Maigrin auf.

## Liste der Objekte
| Bezeichnung  | Beschreibung                   | Standort                         | Kennzeichnung | Schutzstatus | Datum | Bild |
| ------------ | ------------------------------ | -------------------------------- | ------------- | ------------ | ----- | ---- |
| Hostieneisen | Schmiedeeisen, 13. Jahrhundert | in der Kirche Ste-Eugénie (Lage) | PM17000403    | Classé       | 1908  |      |